# Corylopsis glandulifera
Corylopsis glandulifera là một loài thực vật có hoa trong họ Hamamelidaceae. Loài này được Hemsl. miêu tả khoa học đầu tiên năm 1906.